# Volební kvóta
Volební kvóta slouží k vypočítání volebního (mandátového) čísla, podle něhož se určuje minimální hranice množství hlasů potřebných k zisku mandátu v rámci prvního skrutinia, a to ve vícemandátových volebních obvodech.
Tvoří podklad pro matematický postup tzv. metod volebních kvót, které v prvním kroku vypočítávají volební číslo (minimální počet hlasů k zisku mandátu), ve druhém kroku pak dělí volební číslo množstvím platných odevzdaných hlasů v daném obvodě a výsledkem je zjištění počtu mandátů, jež by měly získat kandidující subjekty (politické strany, kandidáti).
Základní druhy volebních kvót
- Hareova kvóta
- Droopova kvóta
- Imperialiho kvóta
- Hagenbach-Bischoffova kvóta

Definice
Každý kandidující politický subjekt získá tolik mandátů, kolikrát je volební číslo obsaženo v jemu odevzdaném počtu hlasů.

Tímto mechanizmem však v naprosté většině nejsou přerozděleny všechny mandáty a úplně zužitkována celková suma platných hlasů. Mandáty, které zůstaly neobsazené jsou pak distribuovány v druhé fázi výpočtu, tzv. skrutiniu, občas je nutné využít i třetí výpočet (skrutinium).
Druhá fáze (skrutinium) metody volebních kvót používá:
- metody největšího průměru
- metody největšího zbytku